# Théorème de Kempf-Ness
En géométrie algébrique, le théorème de Kempf-Ness, énoncé et démontré par George Kempf et Linda Ness, donne un critère de stabilité d'un vecteur dans une représentation d'un groupe réductif complexe. Si on munit l'espace vectoriel complexe d'une norme invariante sous un sous-groupe compact maximal du groupe réductif, le théorème de Kempf-Ness exprime qu'un vecteur est stable si et seulement si la norme atteint une valeur minimale en l'orbite du vecteur.
Le théorème a la conséquence suivante. Si X est une variété projective lisse (en) complexe et si G est un groupe de Lie complexe réductif, alors {\displaystyle X/\!\!/G}, le quotient GIT de X par G, est homéomorphe au quotient symplectique de X par un sous-groupe compact maximal K de G (c'est-à-dire {\displaystyle \mu ^{-1}(0)/K}où {\displaystyle \mu } est l'application moment).